# اولنووا-ان-پرتوا
اولنووا-ان-پرتوا (به فرانسوی: Aulnois-en-Perthois) یک کمون در فرانسه است که در موز (فرانسه) واقع شده‌است. اولنووا-ان-پرتوا ۱۰٫۷۵ کیلومتر مربع مساحت دارد.